# Califórnia (Paraná)
Califórnia es un municipio brasilero del estado de Paraná. Se localiza a una latitud 23º39'00" sur y a una longitud 51º21'18" oeste, estando a una altitud de 800 metros. Su población estimada en 2004 era de 7.857 habitantes.
Posee un área de 137,77 km². 

## Historia
La fundación de Califórnia se debe al ingeniero civil Alberto L. V. Duplessis, de nacionalidad francesa, que auxiliado por el topógrafo Menotti Bolinelli, hicieron la medición de la tierra.
El comienzo del poblado se dio en 1942, con personas provenientes de Minas Gerais, siendo que las primeras casas fueron construidas donde hoy pasa a BR-376, en el trecho denominado avenida Punta Gruesa.
En 1949 el poblado fue elevado la categoría de distrito de Araruva (actual Marilândia do Sul). Por la ley n.º 253 del 26 de noviembre de 1954, fue elevado la categoría de municipio, siendo instalado oficialmente el 17 de diciembre de 1955.
Su fundador Alberto L. V. Duplessis dio la denominación de Califórnia a este municipio, por hallar su clima y aspectos naturales semejantes al estado norteamericano de mismo nombre.

## Geografía
Área
El área del municipio es de 134 kilómetros cuadrados, y los principales accidente geográficos son el río Tacuara y el río Jacucaca.
Clima
El clima del municipio es caliente y poco húmedo en el verano y en la primavera, y ameno y agradable en el invierno y en el otoño. Las temperaturas se sitúan en las franjas: 
- Máxima:31 °C en el verano
- Mínima: 10 °C en el invierno

## Puntos turísticos
- Iglesia Principal São Francisco de Assis (conocida por tener una de las mayores torres del Paraná)
- Portal turístico de la salidas para Curitiba
- Portal turístico de la salidas para Apucarana
- Plaza de la Independencia (plaza de la iglesia)

## Curiosidades
La ciudad fue escenario del comercial de la Caja Económica Federal en 2009.